# Рибне (Івано-Франківський район)

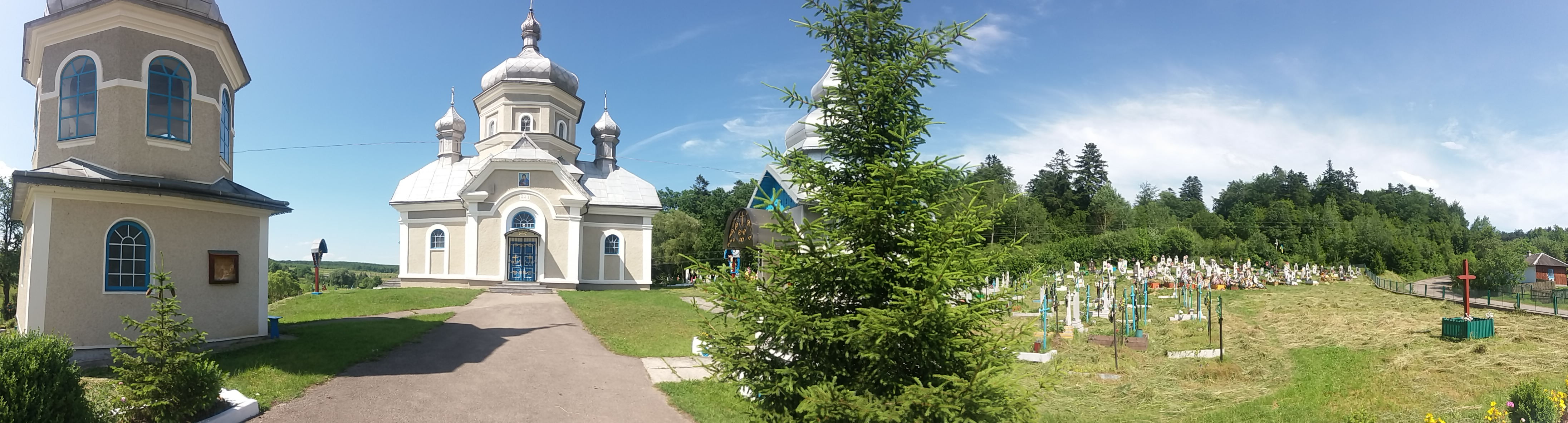

Ри́бне — село Ямницької сільської громади Івано-Франківського району Івано-Франківської області.

## Історія
Розташування села на краю Чорного Лісу спричинило як постійну присутність повстанців, так і підвищену увагу карателів. 20 березня 1945 року проти повстанців розпочалася більшовицька облава «Рубаха» із кількох дивізій внутрішніх військ. У результаті запеклого бою воїни УПА прорвали кільце в напрямку села Рибного, де перебували близько двох годин, підкріпилися їжею, бо не їли вже третю добу.
За даними облуправління МГБ у 1949 році в Станіславському районі підпілля ОУН найактивнішим було в селах Ямниця, Підпечери, Загвіздя, Пациків і Рибне.

## Населення

### Мова
Розподіл населення за рідною мовою за даними перепису 2001 року:
| Мова            | Кількість | Відсоток |
| --------------- | --------- | -------- |
| українська      | 326       | 98.79%   |
| російська       | 3         | 0.91%    |
| інші/не вказали | 1         | 0.30%    |
| Усього          | 330       | 100%     |

## Люди

### Народились
- Володимир Качкан (1940) — український учений-історик і теоретик української літератури та етнокультури. Академік АН ВШ України, член НСПУ;
- Ігор Басюк — голова облпрофради;
- Август Басюк — художник.

### Померли
- Юрцуняк Осип-«Вовк»   — командир сотні УПА «Лебеді». Загинув поблизу села.
- Павло Іванович Вацик (псевдо: Прут) курінний куреня «Підкарпатський», лицар «Срібного Хреста Бойової Заслуги 1 класу».